# Сандрак, Ричард
Ричард Сандрак (англ. Richard Sandrak; род. 15 апреля 1992) — бывший американский бодибилдер, звезда фитнеса и культуризма, актёр. Стал известен в США и за их пределами как «Маленький Геркулес» благодаря своим физическим достижениям, в восемь лет Ричард был признан самым сильным ребёнком в мире.

## Биография
Родился на Украине. В возрасте двух лет Ричард с родителями эмигрировал в США и поселился в штате Пенсильвания. Там годом позже он начал тренировки в области боевых искусств и бодибилдинга, используя маленькие легковесные гири. Тренировка Ричарда длились по одному часу в день, шесть дней в неделю.
В 1999 году семья, оставив всё, в поисках лучшей жизни отправилась в Калифорнию. Родители также искали долгое время тренера для Ричарда, после разговора со многими профессионалами фитнеса они решили обратиться к Фрэнку Гардину — одному из лучших местных тренеров. Семья встретилась с Фрэнком, когда Ричарду было ещё семь лет. Фрэнк, несмотря на многолетний опыт работы, был потрясён результатами Ричарда. Их первое шоу называлось «Шоу Рипли: Верь или не верь» («Ripley’s Believe it or Not»). Вскоре выдающиеся успехи Ричарда заметили СМИ, он начал появляться со своими выступлениями в самых известных шоу бодибилдинга в Америке: «Мистер Олимпия», «Ночь Чемпионов», «Мистер США», «Изумрудный Кубок», «Арнольд Классик» и многих других.
В марте 2005 года при участии Ричарда создана новая видеопрограмма для физического развития детей «Видео тренировок маленького Геркулеса для детей», которая была переведена на многие языки, в том числе на русский. В 2009 году Ричард сыграл роль в фильме «Маленький Геркулес 3D».